# Seznam státních fosílií amerických států

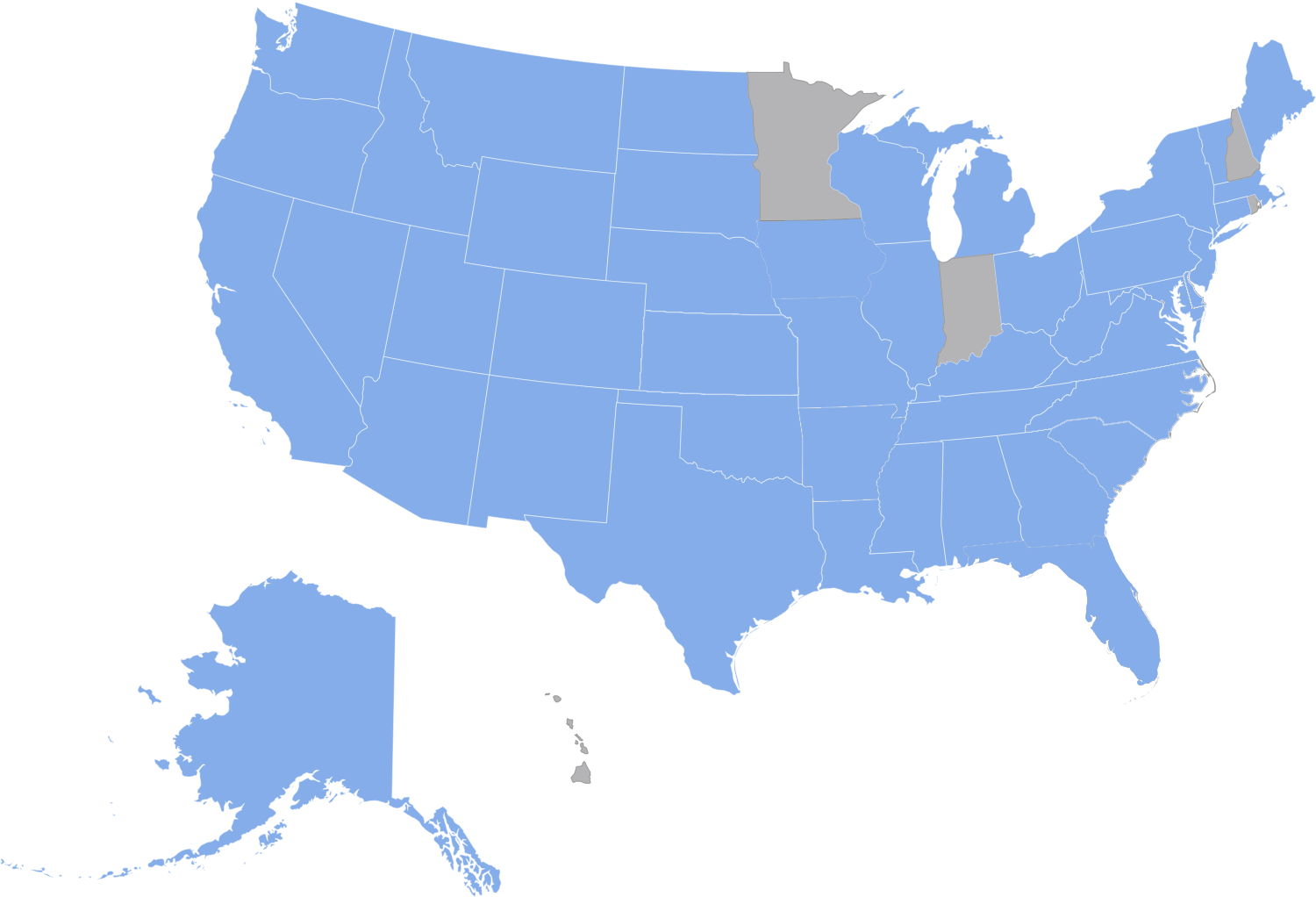
Státy s vyhlášenými státními fosíliemi

Většina amerických států má svoji státní zkamenělinu (fosílii). Tou se stává většinou dobře známá, početná nebo pro stát jinak významná fosílie některého pravěkého živočicha či rostliny. Kromě toho se rozlišuje ještě kategorie jako státní dinosaurus, státní drahokam apod.

## Seznam státních fosílií
| Mapa                                                | Stát             | Geologický věk                                                           | Název                                                                    | Binominální nomenklatura                                                 | Obrázek                                                                  | Datum přijetí                                                            |
| --------------------------------------------------- | ---------------- | ------------------------------------------------------------------------ | ------------------------------------------------------------------------ | ------------------------------------------------------------------------ | ------------------------------------------------------------------------ | ------------------------------------------------------------------------ |
|                                                     | Alabama          | Eocén                                                                    | Basilosaurus kytovec                                                     | Basilosaurus cetoides                                                    |                                                                          | 1984                                                                     |
|                                                     | Aljaška          | Pleistocén                                                               | Mamut srstnatý                                                           | Mammuthus primigenius                                                    |                                                                          |                                                                          |
|                                                     | Arizona          | Trias                                                                    | Zkamenělé dřevo                                                          | Araucarioxylon arizonicum                                                |                                                                          |                                                                          |
|                                                     | Arkansas         | Nemá odsouhlasenou fosilii                                               | Nemá odsouhlasenou fosilii                                               | Nemá odsouhlasenou fosilii                                               | Nemá odsouhlasenou fosilii                                               | Nemá odsouhlasenou fosilii                                               |
|                                                     | Colorado         | Jura                                                                     | Stegosaurus                                                              | Stegosaurus stenops                                                      |                                                                          | 1982                                                                     |
|                                                     | Connecticut      | Jura                                                                     | Dinosauří stopy                                                          | Eubrontes giganteus                                                      |                                                                          | 1991                                                                     |
|                                                     | Delaware         | Křída                                                                    | Belemnit                                                                 | Belemnitella americana                                                   |                                                                          | 1996                                                                     |
|                                                     | Florida          | Eocén                                                                    | Korál                                                                    | žahavec                                                                  |                                                                          | 1979                                                                     |
|                                                     | Georgia          | Křída Miocén                                                             | Žraločí zuby                                                             | neidentifikovatelné                                                      |                                                                          | 1976                                                                     |
|                                                     | Havaj            | Nemá odsouhlasenou fosilii                                               | Nemá odsouhlasenou fosilii                                               | Nemá odsouhlasenou fosilii                                               | Nemá odsouhlasenou fosilii                                               | Nemá odsouhlasenou fosilii                                               |
|                                                     | Idaho            | Pliocén                                                                  | Prakůň                                                                   | Equus simplicidens                                                       |                                                                          |                                                                          |
|                                                     | Illinois         | Pennsylvanian                                                            | „Tully monster“                                                          | Tullimonstrum gregarium                                                  |                                                                          | 1989                                                                     |
|                                                     | Indiana          | Nemá odsouhlasenou fosilii                                               | Nemá odsouhlasenou fosilii                                               | Nemá odsouhlasenou fosilii                                               | Nemá odsouhlasenou fosilii                                               | Nemá odsouhlasenou fosilii                                               |
|                                                     | Iowa             | Nemá odsouhlasenou fosilii, v roce 2018 byla navržena Lilijice           | Nemá odsouhlasenou fosilii, v roce 2018 byla navržena Lilijice           | Nemá odsouhlasenou fosilii, v roce 2018 byla navržena Lilijice           | Nemá odsouhlasenou fosilii, v roce 2018 byla navržena Lilijice           | Nemá odsouhlasenou fosilii, v roce 2018 byla navržena Lilijice           |
|                                                     | Jižní Dakota     | Křída                                                                    | Triceratops                                                              | Triceratops horridus                                                     |                                                                          |                                                                          |
|                                                     | Jižní Karolína   | Pleistocén                                                               | Mamut kolumbuský                                                         | Mammuthus columbi                                                        |                                                                          | 2014                                                                     |
|                                                     | Kalifornie       | Pleistocén                                                               | Šavlozubý tygr                                                           | Smilodon fatalis                                                         |                                                                          |                                                                          |
|                                                     | Kansas           | Křída                                                                    | Pteranodon (státní létající fosilie)                                     | Pteranodon longiceps                                                     |                                                                          | 2014                                                                     |
| Tylosaurus (státní mořská fosilie)                  | Kansas           | Křída                                                                    | Tylosaurus kansasensis                                                   |                                                                          |                                                                          | 2014                                                                     |
|                                                     | Kentucky         | Ordovik                                                                  | Brachiopoda                                                              | neidentifikovatelné                                                      |                                                                          | 1986                                                                     |
|                                                     | Louisiana        | Oligocén                                                                 | Zkamenělé dřevo palem                                                    | Palmoxylon                                                               |                                                                          | 1976                                                                     |
|                                                     | Maine            | Devon                                                                    | Pertica rostlina                                                         | Pertica quadrifaria                                                      |                                                                          | 1976                                                                     |
|                                                     | Maryland         | Miocén                                                                   | murex plž                                                                | Ecphora gardnerae gardnerae                                              |                                                                          | 1984 (název revidován 1994)                                              |
|                                                     | Massachusetts    | Jura                                                                     | Dinosauří stopy                                                          | neidentifikovatelné                                                      |                                                                          |                                                                          |
|                                                     | Michigan         | Holocén                                                                  | Mastodon                                                                 | Mammut americanum                                                        |                                                                          | 2002                                                                     |
|                                                     | Minnesota        | Kvartér                                                                  | Obří bobr                                                                | Castoroides                                                              |                                                                          | 2021                                                                     |
|                                                     | Mississippi      | Eocén                                                                    | Basilosaurus                                                             | Basilosaurus cetoides                                                    |                                                                          | 1981                                                                     |
| Zygorhiza                                           | Mississippi      | Eocén                                                                    | Zygorhiza kochii                                                         |                                                                          |                                                                          | 1981                                                                     |
|                                                     | Missouri         | Pennsylvanian                                                            | Lilijice                                                                 | Delocrinus missouriensis                                                 |                                                                          | 1989                                                                     |
|                                                     | Montana          | Křída                                                                    | Hadrosauridní dinosaurus                                                 | Maiasaura peeblesorum                                                    |                                                                          |                                                                          |
|                                                     | Nebraska         | Pleistocén                                                               | Mamut                                                                    | Mammuthus primigenius Mammuthus columbi Mammuthus imperator              |                                                                          |                                                                          |
|                                                     | Nevada           | Trias                                                                    | Shonisaurus                                                              | Shonisaurus popularis                                                    |                                                                          | 1977, 1988 (pozměněno)                                                   |
|                                                     | New Hampshire    | Nemá odsouhlasenou fosilii, v roce 2015 se uvažovalo o Mamutu americkém. | Nemá odsouhlasenou fosilii, v roce 2015 se uvažovalo o Mamutu americkém. | Nemá odsouhlasenou fosilii, v roce 2015 se uvažovalo o Mamutu americkém. | Nemá odsouhlasenou fosilii, v roce 2015 se uvažovalo o Mamutu americkém. | Nemá odsouhlasenou fosilii, v roce 2015 se uvažovalo o Mamutu americkém. |
|                                                     | New Jersey       | Křída                                                                    | Hadrosauridní dinosaurus                                                 | Hadrosaurus foulkii                                                      |                                                                          |                                                                          |
|                                                     | New York         | Silur                                                                    | Eurypterid                                                               | Eurypterus remipes                                                       |                                                                          | 1984                                                                     |
|                                                     | Nové Mexiko      | Trias                                                                    | Coelophysis                                                              | Coelophysis bauri                                                        |                                                                          | 1981                                                                     |
|                                                     | Ohio             | Ordovik                                                                  | Trilobit (bezobratlá fosilie)                                            | Isotelus maximus                                                         |                                                                          | 1985                                                                     |
| Devon                                               | Ohio             | Dunkleosteus (rzb9 fosilie)                                              | Dunkleosteus terrelli                                                    |                                                                          | 2021                                                                     |                                                                          |
|                                                     | Oklahoma         | Jura                                                                     | Saurophaganax                                                            | Saurophaganax maximus                                                    |                                                                          | 2000                                                                     |
|                                                     | Oregon           | Eocén                                                                    | Metasekvoje                                                              | Metasequoia occidentalis                                                 |                                                                          | 2005                                                                     |
|                                                     | Pensylvánie      | Devon                                                                    | trilobit                                                                 | Phacops rana                                                             |                                                                          | 1988                                                                     |
|                                                     | Rhode Island     | Nemá odsouhlasenou fosilii                                               | Nemá odsouhlasenou fosilii                                               | Nemá odsouhlasenou fosilii                                               | Nemá odsouhlasenou fosilii                                               | Nemá odsouhlasenou fosilii                                               |
|                                                     | Severní Dakota   | Paleocén                                                                 | Zkamenělé dřevo                                                          | Teredo                                                                   |                                                                          |                                                                          |
|                                                     | Severní Karolína | Miocén Pliocén                                                           | Žraločí zub                                                              | Otodus megalodon                                                         |                                                                          | 2013                                                                     |
|                                                     | Tennessee        | Křída                                                                    | Mlž                                                                      | Pterotrigonia thoracica                                                  |                                                                          |                                                                          |
|                                                     | Texas            | Křída                                                                    | Pleurocoelus                                                             | Pleurocoelus nanus                                                       |                                                                          | [zdroj?]                                                                 |
|                                                     | Utah             | Jura                                                                     | Allosaurus                                                               | Allosaurus fragilis                                                      |                                                                          | 1988                                                                     |
|                                                     | Vermont          | Pleistocén                                                               | Běluha (státní mořská fosilie)                                           | Delphinapterus leucas                                                    |                                                                          | 1993                                                                     |
| Mamut srstnatý - zub a kel (státní pozemní fosilie) | Vermont          | Pleistocén                                                               | Mammuthus primigenius                                                    |                                                                          | 2014                                                                     |                                                                          |
|                                                     | Virginie         | Kenozoikum                                                               | Hřebenatka                                                               | Chesapecten jeffersonius                                                 |                                                                          | 1993                                                                     |
|                                                     | Washington       | Pleistocén                                                               | Mamut kolumbijský                                                        | Mammuthus columbi                                                        |                                                                          | 1998                                                                     |
|                                                     | Wisconsin        | Ordovik                                                                  | Trilobit                                                                 | Calymene celebra                                                         |                                                                          | 1985                                                                     |
|                                                     | Wyoming          | Eocén                                                                    | Knightia                                                                 | Knightia                                                                 |                                                                          | 1987                                                                     |
|                                                     | Západní Virginie | Pozdní pleistocén                                                        | Pozemní lenochod                                                         | Megalonyx jeffersonii                                                    |                                                                          | 2008                                                                     |
| Hlavní město                                        |                  |                                                                          |                                                                          |                                                                          |                                                                          |                                                                          |
|                                                     | Washington, D.C. | Křída                                                                    | Capitalsaurus                                                            | Nomen nudum                                                              |                                                                          | 1998[zdroj?]                                                             |